# 黄崖 (阿拉巴马州)
黄崖（英文：Yellow Bluff），是美国阿拉巴马州下属的一座城市。面积约为0.46平方英里（约合1.2平方公里）。根据2010年美国人口普查，该市有人口188人，人口密度为406.93/平方英里（约合156.67/平方公里）。